# Mau-Mude
Mau-Mude (Maumude, Mamude) ist eine osttimoresische Aldeia im Suco Liurai (Verwaltungsamt Maubisse, Gemeinde Ainaro). 2015 lebten in der Aldeia 111 Menschen.

## Geographie
Die Aldeia Mau-Mude nimmt den gesamten Westen und Süden des Sucos Liurai ein. Östlich befinden sich die Aldeias Bere-Tai, Erbean und Hoho-Naro. Südlich befindet sich der zum Verwaltungsamt Hatu-Builico gehörende Suco Nuno-Mogue. Im Westen grenzt Mau-Mude an das Verwaltungsamt Letefoho (Gemeinde Ermera) mit den Sucos Catrai Caraic und Ducurai und im Norden an das Verwaltungsamt Aileu (Gemeinde Aileu) mit dem Suco Fatubossa.
In der Aldeia gibt es keine geschlossene Siedlung. Eine kleine Straße bildet von Bere-Tai kommend einen Bogen durch Mau-Mude und führt weiter nach Nuno-Mogue. An ihr liegen weit verstreut die Häuser der Aldeia. Fast ganz Mau-Mude liegt auf einer Meereshöhe von über 2000 m, nur ein kleiner Teil im Norden liegt nur über 1500 m. Hier befinden sich weitere einzeln stehende Häuser.
Der Berg Saboria (2495 m, 08° 52′ S, 125° 32′ O) erhebt sich im Süden an der Grenze zu Nuno-Mogue. Um ihn herum befindet sich ein Wildschutzgebiet.